# 天津基督教新教

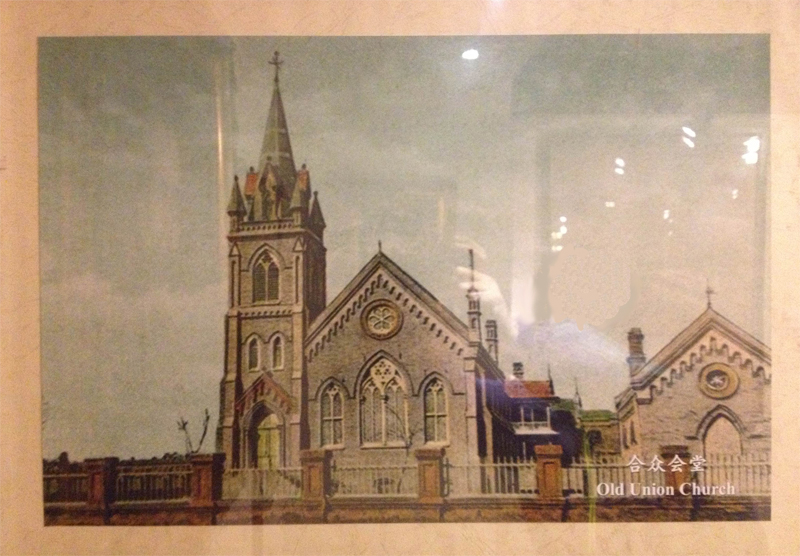
旧明信片上的合众会堂

基督教新教在天津的發展最早开始于19世紀中叶的清朝后期，来自英美的传教士在天津得以立足。到20世纪初，基督教新教在天津经历了较大的发展，市区共建立了42座教堂。現在基督教在天津有逐漸恢復發展，基督教徒也逐漸成長。

## 19世纪
1860年《北京条约》签订之后，西方传教士取得在内地传教的权利。19世纪进入北京传教的主要是以下5个英美差会：
- 公理会:1860年，美国公理会的传教士白汉理（柏亨利，Henry Blodget）成为第一个进入天津的基督教传教士，在城内创建仓门口堂（1910年出售给自立会），1863年山嘉利（Charles Alfred Stanley）也来到天津，服务四十余年。20世纪初出售紫竹林教堂和仓门口教堂，迁往西沽堂，后增设冈纬路教堂。

- 圣道堂（英语：Methodist New Connexion）（循道公会）:1861年，英国圣道堂传教士殷森德和郝韪廉进入天津。19世纪开辟有宫北大街、紫竹林和水堆子三处教堂。20世纪宫北教堂在东马路新建，又在英租界增设伦敦道教堂（成都道）。

- 伦敦会:1861年，伦敦会传教士理一视、艾约瑟也进入天津。开辟有紫竹林海大道教堂（大沽北路）和鼓楼西教堂。

三大公会初期均立足于紫竹林租界，中国信徒寥寥无几。
- 美以美会:1872年，美国美以美会（1941年与监理会、美普会合并后称为卫理公会）传教士达吉瑞和刘海澜进入天津，不久在海大道买地建造教堂。20世纪迁往维斯理堂（滨江道），另外在南门外大街建立教堂、学校和医院。

- 英国圣公会:1892年，英国圣公会（安立甘会）华北教区主教史嘉乐（Charles Percy Scott）在中街（今解放北路）租房设堂，专向英国侨民布道。20世纪设诸圣堂（浙江路）。

另一所外侨专用的礼拜堂为各宗派联合的合众会堂，由英国圣道堂传教士殷森德于1898年在戈登路（今湖北路）设立。
伦敦会、美以美会和公理会三大公会在天津兴办了众多的教育、医疗等辅助传教设施，包括伦敦会在大沽路开办的马大夫纪念医院（今口腔医院）和新学书院；美以美会在南门外大街创办的妇婴医院（现址为长征医院）、中西女中和汇文中学；以及公理会建立的究真中学和仰山中学。

## 20世纪上半叶

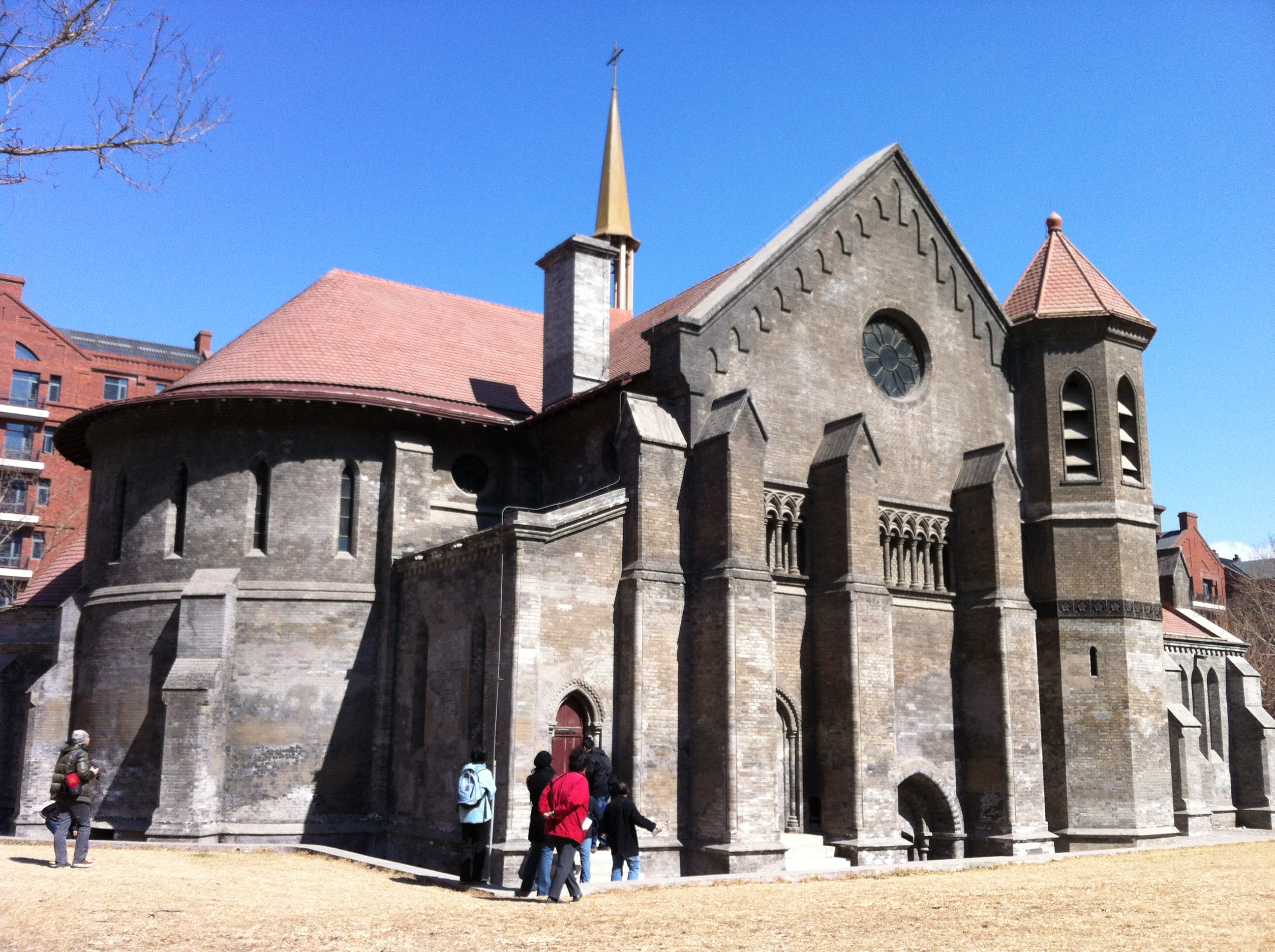
圣公会诸圣堂

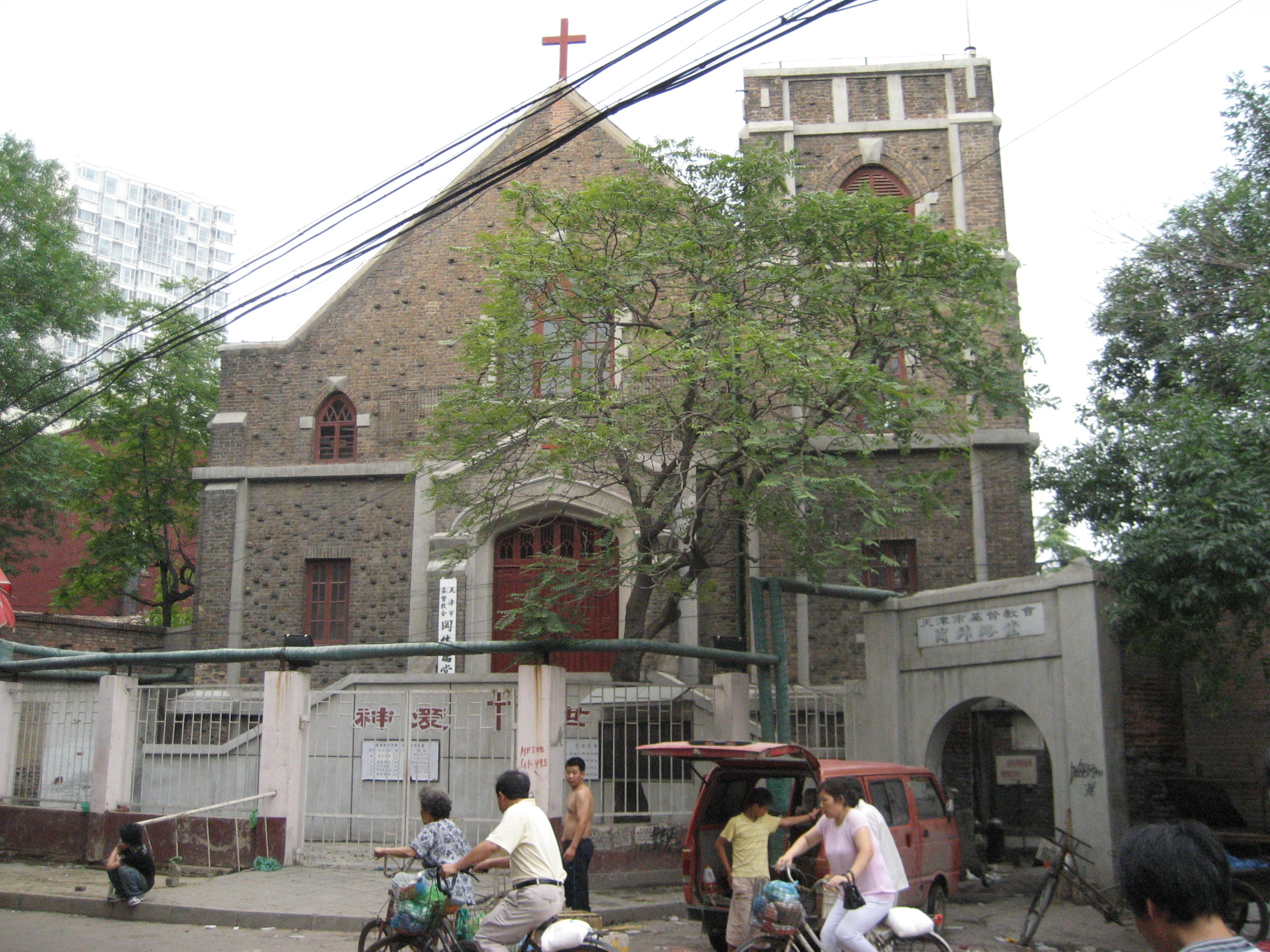
岗纬路堂

1901年《辛丑条约》签订之后，基督教新教在天津经历了较大的发展，信徒达到约7000余人，各教派纷纷在市区各处建立教堂，到1950年市区教堂数目达到42座。其中规模较大的有卫理公会的维斯理堂（滨江道），公理会的岗纬路堂，中华基督教会的仓门口堂，以及两座外侨礼拜堂：合众会堂和圣公会诸圣堂（浙江路）。
- 自立会：1910年，天津的百余名中国信徒人自办教会，购买了原公理会的仓门口教堂。

- 救世军：1919年，澳大利亚人吴恋于河东十字街牛庄台建立。

- 真耶稣教会：1918年2月，中国信徒魏保罗在东门里建立。

- 美国神召会：1920年美国传教士鲍乐道于河北中山路创立。

- 基督复临安息日会：1923年孟昭文于南马路晒米厂创立。

- 美国通圣会：1930年传教士陶纯嘏，德维馥和文恒德来天津，先开办圣经神学院，后建立中街教会（解放南路）得胜堂（开封道）

- 基督徒聚会处：1935年，倪柝声派遣李常受、张愚之建立天津地方教会，聚会处地址设在保定道。

- 基督徒圣会所：1936年5月在山西路设立，由宋尚节命名。

1942年，日本占领军组织“华北基督教团”。

## 1949年之后

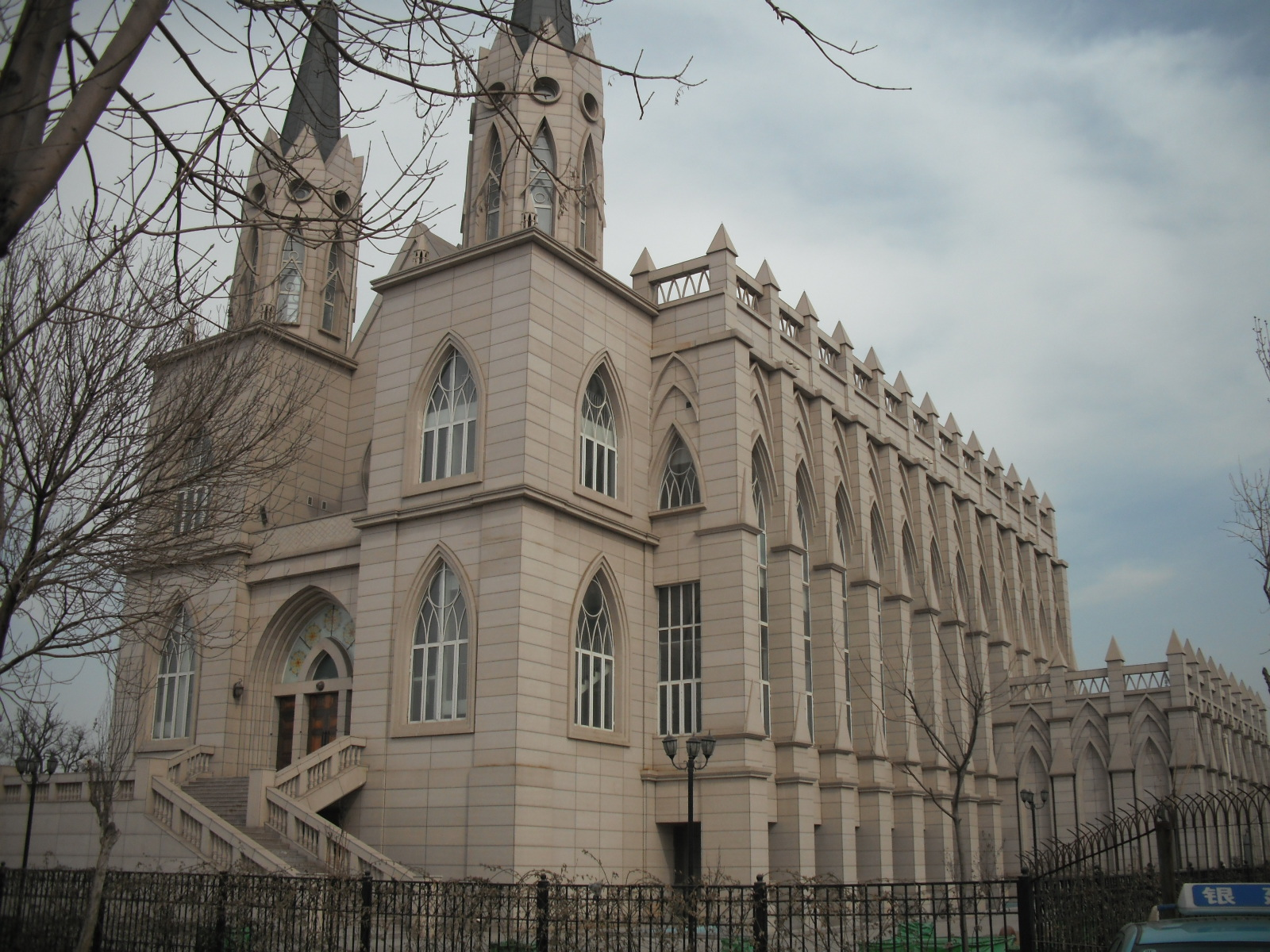
塘沽堂新堂区

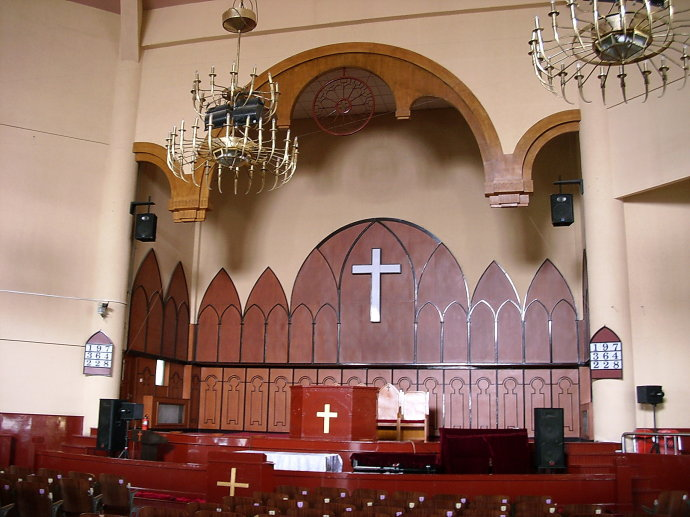
山西路基督教会主礼拜堂内景

1950年，政府主导的三自运动开始，各大公会陆续宣布拥护《三自宣言》，与其海外的母会脱离关系。1958年，在大跃进运动中，天津基督教实行各教派联合礼拜，大部分教堂都宣布献给国家，无偿“支援社会主义建设”。天津市区的大小教堂42座合并为4座：滨江道堂（原卫理公会维斯理堂）、仓门口堂（原中华基督教自立教会）、浙江路堂（原圣公会诸圣堂）、岗纬路堂（原公理会岗纬路堂）。到1966年文化大革命爆发之后，这4座仅存的教堂也遭关闭占用，教牧人员下放劳动。
1979年9月，滨江道堂恢复聚会。此后，天津陆续恢复6座教堂（山西路堂、岗纬路堂、仓门口堂、西沽堂、塘沽堂和大港堂）。诸圣堂修复后仍开放，现为天津市宗教房产公司办公地。